# Ophioleuce depressum
Ophioleuce depressum is een slangster uit de familie Ophiuridae.
De wetenschappelijke naam van de soort werd in 1869 gepubliceerd door Theodore Lyman.